# Pablo Pereyra
Pablo Alejandro Pereyra (Cañada de Gómez, 15 de enero de 1911 - Buenos Aires, 1996) fue un ilustrador y docente argentino.

## Biografía
Al tanto que estudiaba en la Academia Nacional de Bellas Artes de Buenos Aires, de la que egresó en 1932, inició a los 17 años su vida profesional, en publicidad Aymará, como ayudante del ilustrador Montero Lacasa. Integró los equipos creativos de agencias publicitarias como Dúplex, Copnall, Valle. Junto con el ilustrador Joaquín Albistur creó Alper (Albistur-Pereyra), y con Raúl Naya, Publicidad Naype.
En 1942 ingresó como ilustrador a Acme Agency, donde diseñó las colecciones Centauro, Autores Contemporáneos, Clipper, Rastros, Pistas y la muy exitosa Robin Hood), para la que dibujó la mayoría de las tapas. Fue director artístico de las famosas revistas de historietas Hora Cero y Frontera, que editara Héctor Germán Oesterheld.
Dictó la cátedra de dibujo publicitario durante más de 35 años en las Escuelas Municipales Raggio. Formó multitud de dibujantes en la Escuela Panamericana de Arte y el IDA (Instituto de Directores de Arte) , que creó junto con Alberto Breccia y Ángel Borisoff.
Paralelamente a su carrera artística, desarrolló una larga actuación como rugbier en el equipo de la Deportiva Francesa, durante 22 temporadas consecutivas, continuando luego como instructor de las nuevas camadas de jóvenes jugadores.
En sus últimos años se dedicó a la ilustración y pintura sobre temas de rugby y sobre su infancia en Cañada de Gómez.
Falleció en Buenos Aires en 1996.